# Kościół św. Michała Archanioła w Michałowicach
Kościół św. Michała Archanioła – rzymskokatolicki kościół filialny w miejscowości Michałowice, (powiat brzeski, województwo opolskie). Świątynia należy do parafii Nawiedzenia Najświętszej Maryi Panny w Lubszy w dekanacie Brzeg północ, archidiecezji wrocławskiej.
21 stycznia 1966 roku, pod numerem 1077/66 kościół został wpisany do rejestru zabytków nieruchomych województwa opolskiego.

## Historia kościoła
W Michałowicach pierwsze wzmianki o kościele pochodzą sprzed 1300 roku. Była to ufundowana na prawie niemieckim drewniana budowla. Ówczesny proboszcz płacił od 1326 roku daninę świętopietrza. W okresie reformacji, od 1596 roku, kościół należał do ewangelików, gdzie kazania głosili ewangeliccy predykanci. Kościół w takim stanie istniał do 1786 roku. W 1787 roku został wybudowany kościół murowany. Obecna świątynia, projektu architekta Ludwika Schneidera, została wybudowana w 1904 roku. Jej konsekracja miała miejsce w 1910 roku.

## Architektura
Jest to budowla murowana na planie prostokąta z przylegająca do nawy wieżą. Nawa pokryta jest dachem dwuspadowym, a wieża czterospadowym i zwieńczona została krzyżem. Wyposażenie wnętrza jest skromne, na uwagę zasługuje witraż z wizerunkiem patrona świątyni św. Michała Archanioła, znajdujący się w prezbiterium nad ołtarzem.